# Phycus kroberi
Phycus kroberi är en tvåvingeart som först beskrevs av Brauns 1924.  Phycus kroberi ingår i släktet Phycus och familjen stilettflugor. Inga underarter finns listade i Catalogue of Life.